# Persone di cognome Costa
| Questa pagina contiene informazioni ricavate automaticamente dalle voci biografiche con l'ausilio del template Bio e di un bot. L'aggiornamento è periodico e automatico e ricostruisce completamente la pagina. Se manca una persona in questa lista, sei pregato di non aggiungerla, ma accertati piuttosto che la sua voce biografica contenga il template Bio e che i dati anagrafici siano correttamente compilati. Se il template Bio manca, inseriscilo tu stesso o, in alternativa, metti l'avviso {{tmp\|Bio}} che ne segnala la mancanza. Se i dati riportati sono sbagliati, correggi direttamente la voce biografica; le modifiche saranno visibili in questa lista entro pochi giorni. Per chiarimenti vedi il progetto antroponimi. La lista contiene solo le 178 persone che sono citate nell'enciclopedia e per le quali è stato implementato correttamente il template Bio. Pagina aggiornata al 23 lug 2025. |

Questa è una lista di persone presenti nell'enciclopedia che hanno il cognome Costa, suddivise per attività principale.

## Allenatori di calcio(1)
- Andrea Costa, allenatore di calcio e ex calciatore italiano (Reggio Emilia, n. 1986)

## Allenatori di pallavolo(1)
- Angelo Costa, allenatore di pallavolo italiano (Modena, n. 1918 - Ravenna, † 1979)

## Allenatori di tennis(2)
- Albert Costa, allenatore di tennis e ex tennista spagnolo (Lleida, n. 1975)
- Carlos Costa, allenatore di tennis e ex tennista spagnolo (Barcellona, n. 1968)

## Ammiragli(1)
- Alamanno da Costa, ammiraglio e pirata italiano

## Architetti(3)
- Cesare Costa, architetto italiano (Pievepelago, n. 1801 - Modena, † 1876)
- Lúcio Costa, architetto brasiliano (Tolone, n. 1902 - Rio de Janeiro, † 1998)
- Manlio Costa, architetto italiano (La Spezia, n. 1901 - La Spezia, † 1936)

## Arcivescovi cattolici(3)
- Cesare Costa, arcivescovo cattolico, diplomatico e giurista italiano (Macerata, n. 1530 - Napoli, † 1602)
- Franco Costa, arcivescovo cattolico italiano (Genova, n. 1904 - Genova, † 1977)
- Moses Costa, arcivescovo cattolico bangladese (Toomilla, n. 1950 - Dacca, † 2020)

## Armatori(2)
- Giacomino Costa, armatore, imprenditore e dirigente d'azienda italiano (Genova, n. 1905 - Genova, † 1977)
- Giacomo Costa, armatore e imprenditore italiano (Santa Margherita Ligure, n. 1836 - † 1916)

## Arrangiatori(1)
- Don Costa, arrangiatore, compositore e produttore discografico statunitense (Boston, n. 1925 - New York, † 1983)

## Artisti(3)
- Claudio Costa, artista italiano (Tirana, n. 1942 - Genova, † 1995)
- Giacomo Costa, artista italiano (Firenze, n. 1970)
- Toni Costa, artista italiano (Padova, n. 1935 - Padova, † 2013)

## Assassini seriali(1)
- Tony Costa, serial killer statunitense (Cambridge, n. 1944 - Walpole, † 1974)

## Atleti(1)
- Dario Costa, atleta italiano (Manchester, n. 1980)

## Atleti paralimpici(1)
- Claudio Costa, ex atleta paralimpico e paraciclista italiano (n. 1963)

## Attori(5)
- Edoardo Costa, attore e modello italiano (Varese, n. 1967)
- Massimo Costa, attore italiano (Palermo, n. 1965)
- Matheus Costa, attore e doppiatore brasiliano (Rio de Janeiro, n. 1998)
- Romolo Costa, attore e doppiatore italiano (Asti, n. 1897 - Roma, † 1965)
- Luigi Uzzo, attore italiano (Napoli, n. 1943 - Roma, † 1990)

## Attrici(3)
- Antonella Costa, attrice italiana (Roma, n. 1980)
- Lella Costa, attrice, comica e cabarettista italiana (Milano, n. 1952)
- Mary Costa, attrice e soprano statunitense (Knoxville, n. 1930)

## Avvocati(2)
- Afonso Costa, avvocato e politico portoghese (Seia, n. 1871 - Parigi, † 1937)
- Gastone Costa, avvocato e politico italiano (Loreo, n. 1878 - † 1958)

## Banchieri(1)
- Ottavio Costa, banchiere e collezionista d'arte italiano (Conscente, n. 1554 - Roma, † 1639)

## Baritoni(1)
- Alfredo Costa, baritono italiano (Roma, n. 1874 - Napoli, † 1913)

## Bassisti(2)
- Paolo Costa, bassista italiano (Milano, n. 1964)
- Roberto Costa, bassista, arrangiatore e tecnico del suono italiano (Bologna, n. 1955)

## Bobbisti(2)
- Enrico Costa, bobbista italiano (n. 1971)
- Francesco Costa, bobbista italiano (Portoferraio, n. 1985)

## Calciatori(30)
- Fábio Costa, ex calciatore brasiliano (Camaçari, n. 1977)
- Tomás Costa, ex calciatore argentino (Santa Fe, n. 1985)
- Alan Costa, calciatore brasiliano (Araraquara, n. 1990)
- Tino Costa, ex calciatore argentino (Las Flores, n. 1985)
- Alberto Costa, calciatore portoghese (Santo Tirso, n. 2003)
- Anderson Costa, ex calciatore brasiliano (Rio de Janeiro, n. 1984)
- Ayrton Costa, calciatore argentino (Quilmes, n. 1999)
- Danny da Costa, calciatore tedesco (Neuss, n. 1993)
- Denilson Costa, ex calciatore brasiliano (São João de Meriti, n. 1968)
- Dino da Costa, calciatore brasiliano (Rio de Janeiro, n. 1931 - Verona, † 2020)
- Federico Costa, ex calciatore argentino (Río Cuarto, n. 1988)
- Felice Costa, calciatore italiano (Tigliole, n. 1899 - Torino, † 1951)
- Filippo Costa, calciatore italiano (Noventa Vicentina, n. 1995)
- Francesco Costa, calciatore italiano (Genova, n. 1888 - Genova, † 1927)
- Franco Costa, calciatore argentino (Luján, n. 1991)
- Giovanni Costa, calciatore italiano (La Spezia, n. 1901 - † 1968)
- Giovanni Costa, calciatore italiano (Vicenza, n. 1917 - Vicenza, † 1984)
- Guido Costa, calciatore italiano
- Luigi Costa, calciatore italiano (n. 1894)
- Mario Costa, calciatore italiano (n. 1902)
- Mirko Costa, ex calciatore italiano (Venezia, n. 1927)
- Rafael Eduardo Costa, calciatore brasiliano (Araras, n. 1991)
- Ramiro Costa, calciatore argentino (Rosario, n. 1992)
- Remo Costa, calciatore italiano (Imola, n. 1914 - † 2003)
- Sigfrido Costa, calciatore italiano (Fidenza, n. 1906)
- Vincenzo Costa, calciatore italiano (n. 1904)
- Virginio Costa, ex calciatore italiano (San Giuliano Milanese, n. 1938)
- Emerson Moisés Costa, ex calciatore brasiliano (Rio de Janeiro, n. 1972)
- Beto Fuscão, calciatore brasiliano (Florianópolis, n. 1950 - Florianópolis, † 2022)
- Márcio Mossoró, ex calciatore brasiliano (Mossoró, n. 1983)

## Calciatrici(1)
- Lauren Eduarda Leal Costa, calciatrice brasiliana (Votorantim, n. 2002)

## Cantanti(4)
- Antony Costa, cantante e attore britannico (Londra, n. 1981)
- Caroline Costa, cantante francese (Moissac, n. 1996)
- Gal Costa, cantante e attrice brasiliana (Salvador, n. 1945 - San Paolo, † 2022)
- Nikka Costa, cantante statunitense (Tokyo, n. 1972)

## Cantautori(1)
- Matt Costa, cantautore statunitense (Huntington Beach, n. 1982)

## Cantautrici(1)
- Iolanda, cantautrice portoghese (Figueira da Foz, n. 1994)

## Cardinali(1)
- Paulo Cezar Costa, cardinale e arcivescovo cattolico brasiliano (Valença, n. 1967)

## Cestisti(3)
- Ario Costa, ex cestista e dirigente sportivo italiano (Cogorno, n. 1961)
- José Costa, ex cestista portoghese (Figueira da Foz, n. 1973)
- Valerio Costa, cestista italiano (Reggio Calabria, n. 1997)

## Chimici(1)
- Giacomo Costa, chimico italiano (Trieste, n. 1922 - † 2015)

## Chitarristi(1)
- Yamandu Costa, chitarrista e compositore brasiliano (Passo Fundo, n. 1980)

## Ciclisti(1)
- Guido Costa, ciclista e dirigente sportivo italiano (Tunisi, n. 1913 - Roma, † 1999)

## Ciclisti su strada(3)
- Adrien Costa, ex ciclista su strada statunitense (Los Altos, n. 1997)
- Costantino Costa, ciclista su strada italiano (Torino, n. 1889 - Milano)
- Manuel Costa, ciclista su strada spagnolo (Vilafranca del Penedès, n. 1921)

## Combinatisti nordici(1)
- Samuel Costa, ex combinatista nordico italiano (Bolzano, n. 1992)

## Comici(1)
- Antonello Costa, comico e attore italiano (Augusta, n. 1970)

## Compositori(2)
- Mario Pasquale Costa, compositore italiano (Taranto, n. 1858 - Monte Carlo, † 1933)
- Michele Costa, compositore e direttore d'orchestra italiano (Napoli, n. 1808 - Hove, † 1884)

## Conduttori televisivi(1)
- Nuccio Costa, conduttore televisivo italiano (Catania, n. 1925 - Catania, † 1991)

## Diplomatici(1)
- Pierantonio Costa, diplomatico e imprenditore italiano (Venezia, n. 1939 - Germania, † 2021)

## Dirigenti d'azienda(1)
- Marco Costa, dirigente d'azienda italiano (Milano, n. 1966)

## Dirigenti sportivi(2)
- Checco Costa, dirigente sportivo italiano (Imola, n. 1911 - Imola, † 1988)
- Rui Costa, dirigente sportivo e ex calciatore portoghese (Lisbona, n. 1972)

## Doppiatrici(1)
- Emilia Costa, doppiatrice italiana (Roma, n. 1967)

## Economisti(1)
- Edmilson Costa, economista, politico e attivista brasiliano (Pedreira, n. 1950)

## Entomologi(1)
- Achille Costa, entomologo italiano (Lecce, n. 1823 - Roma, † 1898)

## Filosofi(1)
- Mario Costa, filosofo italiano (Torre del Greco, n. 1936 - † 2023)

## Generali(1)
- Sergio Costa, generale, poliziotto e politico italiano (Napoli, n. 1959)

## Ginnaste(1)
- Francesca Costa, ginnasta italiana (Lodi, n. 1936 - Lodi, † 1961)

## Giornaliste(1)
- Silvia Costa, giornalista e politica italiana (Firenze, n. 1949)

## Giornalisti(3)
- Enzo Costa, giornalista e scrittore italiano (Genova, n. 1964 - Sori, † 2014)
- Francesco Costa, giornalista, blogger e saggista italiano (Catania, n. 1984)
- Gian Mauro Costa, giornalista e scrittore italiano (Palermo)

## Giuristi(1)
- Emilio Costa, giurista italiano (Parma, n. 1866 - Bologna, † 1926)

## Hockeisti su pista(1)
- José Soares Costa, hockeista su pista portoghese (Barcelos, n. 1991)

## Imprenditori(2)
- Alfredo Costa, imprenditore e dirigente sportivo italiano
- Angelo Costa, imprenditore italiano (Genova, n. 1901 - Genova, † 1976)

## Ingegneri(1)
- Aldo Costa, ingegnere italiano (Parma, n. 1961)

## Insegnanti(1)
- Alda Costa, docente italiana (Ferrara, n. 1876 - Copparo, † 1944)

## Judoka(2)
- Carolina Costa, judoka italiana (Messina, n. 1994)
- Catarina Costa, judoka portoghese (n. 1996)

## Mafiosi(1)
- Gaetano Costa, mafioso e collaboratore di giustizia italiano (Messina)

## Magistrati(3)
- Elio Costa, ex magistrato e politico italiano (Maierato, n. 1940)
- Giacomo Giuseppe Costa, magistrato e politico italiano (Milano, n. 1833 - Ovada, † 1897)
- Jean-Paul Costa, magistrato francese (Tunisi, n. 1941 - Chantérac, † 2023)

## Maratoneti(1)
- Ronaldo da Costa, ex maratoneta e mezzofondista brasiliano (Descoberto, n. 1970)

## Medici(2)
- Claudio Costa, medico italiano (Imola, n. 1941)
- Cristóbal Acosta, medico e naturalista portoghese (Tangeri, n. 1515 - Huelva, † 1594)

## Mezzofondisti(1)
- Fulvio Costa, mezzofondista italiano (Cogollo del Cengio, n. 1959 - Vicenza, † 1982)

## Monaci cristiani(1)
- Antonio Costa, monaco cristiano e presbitero italiano (Massa Lombarda, n. 1898 - Fosse del Frigido, † 1944)

## Montatori(1)
- Marco Costa, montatore italiano (Milano, n. 1992)

## Musicisti(3)
- Gionata Costa, musicista italiano (Cesena, n. 1973)
- Max Costa, musicista e produttore discografico italiano (Caracas, n. 1962)
- Nicola Costa, musicista italiano (Milazzo, n. 1968)

## Nuotatori(1)
- Massimo Costa, nuotatore italiano

## Partigiane(1)
- Tina Costa, partigiana e sindacalista italiana (Gemmano, n. 1925 - Roma, † 2019)

## Partigiani(2)
- Gaetano Costa, partigiano e magistrato italiano (Caltanissetta, n. 1916 - Palermo, † 1980)
- Roberto Costa, partigiano, giornalista e scrittore italiano (Gravellona Toce, n. 1920 - Milano, † 1985)

## Pianisti(2)
- Dan Costa, pianista, compositore e arrangiatore italiano (Londra, n. 1989)
- Eddie Costa, pianista e vibrafonista statunitense (Atlas, n. 1930 - New York City, † 1962)

## Pittori(8)
- Angelo Maria Costa, pittore italiano (Palermo)
- Angelo Costa, pittore italiano (Genova, n. 1858 - † 1911)
- Giovanni Costa, pittore, militare e politico italiano (Roma, n. 1826 - Marina di Pisa, † 1903)
- Giovanni Francesco Costa, pittore, architetto e scenografo italiano (Venezia, n. 1711 - Venezia, † 1772)
- Giuseppe Costa, pittore italiano (Napoli, n. 1852 - Napoli, † 1912)
- Ippolito Costa, pittore italiano (Bologna, n. 1506 - Mantova, † 1561)
- Lorenzo Costa, pittore italiano (Ferrara, n. 1460 - Mantova, † 1535)
- Lorenzo Costa il Giovane, pittore italiano (Mantova, n. 1537 - Mantova, † 1583)

## Poetesse(2)
- Margherita Costa, poetessa, cantante e commediografa italiana
- Maria Costa, poetessa italiana (Messina, n. 1926 - Messina, † 2016)

## Poeti(5)
- Beppe Costa, poeta, scrittore e editore italiano (Catania, n. 1941)
- Corrado Costa, poeta italiano (Mulino di Bazzano, n. 1929 - Reggio Emilia, † 1991)
- Nino Costa, poeta italiano (Torino, n. 1886 - Torino, † 1945)
- Lorenzo Costa, poeta italiano (La Spezia, n. 1798 - Genova, † 1861)
- Paolo Costa, poeta e filosofo italiano (Ravenna, n. 1771 - Bologna, † 1836)

## Politici(14)
- Alessandro Costa, politico italiano (Carrara, n. 1929 - † 1992)
- Alfredo Nobre da Costa, politico portoghese (Lapa, n. 1923 - Lisbona, † 1996)
- Andrea Costa, politico italiano (Imola, n. 1851 - Imola, † 1910)
- Andrea Costa, politico italiano (La Spezia, n. 1970)
- Enrico Costa, politico italiano (Cuneo, n. 1969)
- Jim Costa, politico statunitense (Fresno, n. 1952)
- Manuel Pinto da Costa, politico e economista saotomense (Água Grande, n. 1937)
- Mariano Costa, politico e antifascista italiano (Trapani, n. 1879 - Trapani, † 1950)
- Mario Costa, politico italiano (Napoli, n. 1921 - Roma, † 1997)
- Neil Costa, politico e avvocato britannico (Gibilterra)
- Radames Costa, politico italiano (Ferrara, n. 1930 - Ferrara, † 2020)
- Raffaele Costa, politico italiano (Mondovì, n. 1936)
- Rosario Giorgio Costa, politico italiano (Matino, n. 1942)
- Vincenzo Costa, politico e generale italiano (Gallarate, n. 1900 - Milano, † 1974)

## Presbiteri(1)
- Lorenzo Costa, presbitero e drammaturgo italiano (n. 1856 - 3 giugno, † 1918)

## Registi(5)
- Fabrizio Costa, regista italiano (Trieste, n. 1957)
- Mario Costa, regista italiano (Roma, n. 1904 - Roma, † 1995)
- Massimo Costa, regista italiano (Roma, n. 1951 - Roma, † 2004)
- Pedro Costa, regista e sceneggiatore portoghese (Lisbona, n. 1959)
- Piero Costa, regista e sceneggiatore italiano (Tunisi, n. 1913 - Roma, † 1975)

## Scrittori(3)
- Enrico Costa, scrittore e giornalista italiano (Sassari, n. 1841 - Sassari, † 1909)
- Francesco Costa, scrittore e sceneggiatore italiano (Napoli, n. 1946)
- Isaäc da Costa, scrittore olandese (Amsterdam, n. 1798 - † 1860)

## Scrittrici(1)
- Nicoletta Costa, scrittrice e disegnatrice italiana (Trieste, n. 1953)

## Scultori(1)
- Pietro Costa, scultore italiano (Celle Ligure, n. 1849 - Roma, † 1901)

## Stiliste(1)
- Cleo Romagnoli, stilista italiana (Roma, n. 1913 - Roma, † 2005)

## Tennisti(1)
- Francisco Costa, ex tennista brasiliano (Porto Alegre, n. 1973)

## Tiratrici a volo(1)
- Chiara Costa, tiratrice a volo italiana (Roma, n. 1975)

## Vescovi cattolici(1)
- Alberto Costa, vescovo cattolico italiano (Santa Croce di Zibello, n. 1873 - Lecce, † 1950)

## Violinisti(2)
- Andrea Costa, violinista italiano (Cesena, n. 1971)
- Giacomo Costa, violinista italiano (Genova - Genova)

## Wrestler(1)
- Al Costello, wrestler italiano (Santa Marina Salina, n. 1919 - Clearwater, † 2000)

## Zoologi(1)
- Oronzo Gabriele Costa, zoologo e entomologo italiano (Alessano, n. 1787 - Napoli, † 1867)

## Senza attività specificata(1)
- Paolo Costa, ex politico e economista italiano (Venezia, n. 1943)